# Hopeless try
Hopeless try is een liefdeslied van The Cats dat op 24 december 1966 op de AA-kant van hun eerste single What a crazy life werd uitgebracht. Het is de eerste compositie op een plaat van The Cats die werd geschreven door Cees Veerman. Veerman schreef uiteindelijk zevenenveertig nummers voor The Cats.
Dit was de eerst single die de band bij Bovema uitbracht (Imperial Records) en ook de eerste die in de Top 40 terechtkwam. Het lied kent de orkestratie die Bovema bij de tekening van het contact aangekondigd had, met een boventoon voor de blazers en een terugkerende soloriedel van een saxofoon. De producer en arrangeur van de single was Wim Jongbloed. 
Dit lied schreef Cees Veerman in dit geval nog als gezamenlijk werk met Chris Keenan; zijn latere werk schreef hij meestal alleen. De primeur van het eerste zelf geschreven nummer van The Cats kende Arnold Mühren een jaar eerder met I'm ashamed to tell, toen nog bij het label Durlaphone.
Hopeless try verscheen niet eerder op een elpee dan op The rest of..., een album uit 1994 tijdens een laatste comeback van Mühren, Schilder en Cees Veerman, zonder Piet Veerman. Toen de muziek van The Cats opnieuw uitgegeven werd op cd, werd Hopeless try toegevoegd als extra nummer op Cats as cats can. Verder verscheen het in de collectie The Cats 100 (2008) en A & B sides 1964-1974 (2016).